# La Sagne
La Sagne és un municipi suís del cantó de Neuchâtel, situat al districte de La Chaux-de-Fonds. El poble és conegut per la tradició rellotgera.